# NGC 2363
NGC 2363 (другие обозначения — UGC 3847, MCG 12-7-39, KCPG 133A, PGC 93088) — неправильная галактика в созвездии Жираф.
Этот объект входит в число перечисленных в оригинальной редакции «Нового общего каталога».
В галактике обнаружена одна из самых ярких звёзд — яркая голубая переменная звезда NGC 2363-V1